# جيمس ماغواير
جيمس ماغواير (بالإنجليزية: James McGuire)‏ (1911 في المملكة المتحدة - 26 نوفمبر 1974 في الولايات المتحدة) هو لاعب كرة قدم أمريكي في مركز الوسط. لعب مع نادي سلتيك ونادي نورثامبتون تاون وBrooklyn Wanderers ‏ وBrooklyn Celtic ‏.